# Nemško-ruski odnosi
Odnosi med Nemčijo in Rusijo kažejo ciklične vzorce, ki se spreminjajo od sodelovanja in zavezništva do napetosti in popolne vojne. Zgodovinar John Wheeler-Bennett o odnosih od leta 1740 pravi:
Odnosi med Rusijo in Nemčijo ... so bili vrsta odtujenosti, ki se odlikujejo po svoji grenkobi, in zbliževanj, izjemnih po toplini ... Glavni dejavnik v odnosih je bil obstoj neodvisne Poljske ... ločeni s tamponsko državo sta bili dve veliki sili vzhodne Evrope prijateljski, medtem ko je sosednja meja povzročila sovražnost.
Otto von Bismarck je leta 1873 ustanovil Ligo treh cesarjev z Rusijo, Nemčijo in Avstro-Ogrsko. Toda po Bismarckovi razrešitvi leta 1890 so se njegovi nasledniki odločili podpreti Avstro-Ogrsko in vzpostaviti sovražne odnose z Rusijo, zaradi konkurenčnega vpliva na Balkanu. Nemčija se je v prvi svetovni vojni (1914–1918) borila proti Rusiji. Odnosi so bili napeti v dvajsetih letih dvajsetega stoletja, zelo hladni v tridesetih letih dvajsetega stoletja, prijateljski v letih 1939–1941, nato pa so se v letih 1941–1945 spremenili v smrtonosno vojno. V dvajsetih letih dvajsetega stoletja sta obe državi sodelovali med seboj v trgovini in (na skrivaj) v vojaških zadevah. Sovražnosti so se stopnjevale v tridesetih letih dvajsetega stoletja, ko so se fašisti, ki jih je sponzoriral Berlin, in komunisti, ki jih je sponzorirala Moskva, borili med seboj po vsem svetu, najbolj znano v španski državljanski vojni (1936–1939). V osupljivem preobratu avgusta 1939 sta se obe državi sporazumeli in razdelili prej neodvisne narode vzhodne Evrope. Ta dogovor je propadel leta 1941, ko je Nemčija napadla Sovjetsko zvezo. Sovjeti so vendarle preživeli in sklenili zavezništvo z Veliko Britanijo in ZDA ter premagali Nemce in maja 1945 zavzeli Berlin.
Med hladno vojno 1947–1991 je bila Nemčija razdeljena, Vzhodna Nemčija je bila pod komunistično kontrolo in pod budnim nadzorom Moskve, ki je tam namestila veliko vojaško silo in leta 1953 zatrla vstajo. Od konca hladne vojne in ponovne združitve Nemčije, v letih 1989–1991, sta Nemčija in Rusija razvili »strateško partnerstvo«, v katerem je energija nesporno eden najpomembnejših dejavnikov. Nemčija in Rusija sta odvisni druga od druge glede energije, in sicer od potrebe Nemčije po energiji iz Rusije in potrebe Rusije po velikih nemških naložbah za razvoj svoje energetske infrastrukture.
Ruska invazija na Ukrajino leta 2022 je povzročila poslabšanje odnosov med državama. Nemčija je od začetka vojne sodelovala tudi v hudih gospodarskih bančnih sankcijah proti Rusiji.